# 姚璹
姚 璹（よう しゅう、632年 - 705年）は、唐代の官僚・政治家。字は令璋。本貫は湖州武康県。

## 経歴
太子通事舎人の姚処平（姚思廉の子）の子にあたる。幼くして父を失い、弟妹を撫育して友愛で知られた。経書や史書を広く渉猟して、才気と弁舌にすぐれた。永徽年間、明経に挙げられた。太子宮門郎に累進した。司議郎の孟利貞らとともに命を受けて『瑤山玉彩』を編纂した。書が完成すると、姚璹は秘書郎に転じた。調露2年（680年）、中書舎人に累進し、呉興県男に封じられた。武則天が臨朝称制すると、姚璹は夏官侍郎に転じた。従弟の姚敬節が徐敬業の乱に同調した罪に連座して、姚璹は桂州都督府長史に左遷された。ときに武則天は符瑞を好み、姚璹が嶺南に下ると、もろもろの山川草樹を訪れて、その名号に「武」の字をもつものを上奏して報告した。武則天は喜んで、姚璹を天官侍郎として召し出した。官吏の人選をよくして、当時の人に称賛された。
長寿2年（693年）、姚璹は文昌左丞（尚書左丞）・同鳳閣鸞台平章事（宰相）となった。宰相の軍事国政に関する言行記録を時政記と称して、毎月史館に送る制度をはじめた。この年の9月、事件に連座して司賓寺少卿に転じ、知政事（宰相）を退任した。延載元年（694年）8月、納言に任じられた。
武三思が周辺民族の首長を率い、端門の外に天枢を造営し、功績を刻んで、武周の徳を称えると、姚璹は督作使をつとめた。証聖元年（695年）、姚璹は秋官尚書・同平章事を加えられた。この年、明堂で火災があり、武則天が自身を責めて正殿を避けようとすると、姚璹はこの件は人災であって、天災ではないとして、正殿を避ける必要はないと上奏した。左拾遺の劉承慶が明堂は宗祀の場所であって、武則天に朝見を停止するよう求める意見を上奏した。姚璹は前の議論を持ち出して争い、武則天は姚璹の意見を聞き入れた。武則天が嵩山で封禅をおこなおうとすると、姚璹は儀注の編纂を統括するよう命じられ、封禅副使をつとめた。明堂が再建されるにあたって、姚璹はまた督作使をつとめて、功により銀青光禄大夫の位を加えられた。
ときに大食の使者が獅子を献上しようとしたが、姚璹は獅子は猛獣で、ただ肉を食うにとどまらず、砕葉から神都洛陽に運ぶのに労費がかかり、民衆を苦しめるものであると上疏して諫めた。上疏は聞き入れられて使者の来朝は停止された。また九鼎が完成して、武則天は黄金千両でこれを塗ろうとした。姚璹はこれを諫めて、聞き入れられた。
万歳通天元年（696年）、契丹の李尽忠が営州を攻め落とすと、契丹に備えるため、梁王武三思が楡関道安撫大使となり、姚璹はその下で副使をつとめた。神功元年（697年）、洛陽に帰還すると、事件に連座して、益州大都督府長史に左遷された。益州の官吏は貪欲粗暴な者が多く、姚璹がしばしばかれらを摘発したので、悪官は後を絶った。武則天はこれを称賛して、璽書を降して労った。
新都県丞の朱待辟が汚職の罪で死刑の判決を受けると、ひそかに不逞の者たちと結び、姚璹を殺すことを名目に益州で反乱を起こそうとした。ある人がひそかに密告したので、武則天は姚璹にその事件を調べさせた。事件に連座する者は数千人に及び、五十数家が財産を没収され、配流される者は十人中八九におよび、冤罪を訴える者が道路に満ちた。監察御史の袁恕己が姚璹を弾劾したが、武則天は姚璹の罪を問わなかった。まもなく姚璹は地官尚書に任じられた。1年あまりして、冬官尚書に転じ、西京留守をつとめた。長安年間、重ねて上表して引退を願い出て、致仕を許され、爵位を伯に進められた。官名がもとにもどされると、姚璹は工部尚書とされた。神龍元年（705年）、死去した。享年は74。越州都督の位を追贈された。諡は成といった。
弟の姚珽がまた知られた。

## 伝記資料
- 『旧唐書』巻89 列伝第39
- 『新唐書』巻102 列伝第27